# Fairmont (Virginia Occidentale)
Fairmont è una città degli Stati Uniti d'America, situata nella contea di Marion, nello Stato della Virginia Occidentale.